# Samtgemeinde Land Hadeln
Land Hadeln er en Samtgemeinde (fælleskommune eller amt) i den tyske delstat Niedersachsen. Administrationen ligger i byen Otterndorf. Den blev oprettet 1. januar 2011 ved en sammenlægning af de tidligere Samtgemeinden Hadeln og Sietland.
Samtgemeinde Land Hadeln består af følgende otte kommuner:
1. Ihlienworth
2. Neuenkirchen
3. Nordleda
4. Odisheim
5. Osterbruch
6. Otterndorf
7. Steinau
8. Wanna